# Telomer
A telomer (vagy teloméra) a kromoszómát alkotó DNS-szál két végén található rövid, többszörösen ismétlődő szakasz (embernél és emlősállatoknál a TTAGGG kód ismétlődik több ezerszer).
Szerepe kettős:
- megakadályozza, hogy a kromoszómavégek összetapadjanak
- a sejtosztódás során védi a DNS-t a folyamatos rövidülés káros hatásaitól.

## Szerepe, működése
A sejtek minden egyes osztódása során a kromoszómák DNS-láncának vége valamelyest rövidül. Ennek mértéke kb. 100 bázis, oka pedig a DNS másolásáért felelős DNS-polimeráz enzimek működési mechanizmusa. Ha ez „értékes” genetikai anyag hiányát okozza, az a keletkező sejt funkcionalitásának és életképességének csökkenésével jár.
Amíg azonban csak a géneket nem tartalmazó teloméra régió rövidül, a DNS nem károsodik. Minél hosszabb tehát a telomer szakasz, annál több osztódásra képes a sejt anélkül, hogy génkészlete sérülne. Az emberi sejtek kb. 50 osztódásra képesek, ezt követően a DNS sérülése már jelentős.
Tovább súlyosbítja a helyzetet az, hogy a telomerrel nem rendelkező kromoszómákat semmi sem gátolja meg abban, hogy végeik összekapcsolódjanak, ezzel teljes genetikai káoszt teremtve. E két tényező következménye az, hogy az újonnan keletkezett sejtek életképtelenek és további osztódásra alkalmatlanok lesznek.
Ez a biológiai óra szabja meg, hogy egy élőlény milyen hosszan élhet. Ha a telomerek rövidülését megakadályozzuk (ill. visszapótoljuk a hiányzó részt), a sejtek élettartama elméletileg végtelenre nő, a szervezet halhatatlanná válik (legalábbis az öregedésből adódó elhalálozás odázható el).

## A telomeráz
A telomeráz enzim a sejtosztódást követően újra és újra kiegészíti a csonkolódott telomer szakaszt, ezáltal megakadályozza a sejtek elöregedését.
Ez az enzim megtalálható a prokariótákban, mivel ezek az élőlények osztódással szaporodnak, és ha a telomerek nem lennének helyreállítva, néhány generáció után kipusztulnának. Mivel a bakteriális kromoszómák általában cirkulárisak, ezért nem feltétlen van szükségük a telomerekre, illetve az imént említett enzimre sem. Azonban azok a baktériumok (például a Borrelia baktérium), amelyek bakteriális kromoszómája lineáris, szintén rendelkeznek telomerrel, habár ezek szerkezetileg és funkcióban is eltérnek az eukariótákban található telomerektől. A bakteriális telomerek szerkezete lehet fehérjeszerű, illetve lehet magába visszazáródó DNS szál is. Telomeráz enzim ezekben a baktériumokban is azért termelődik, hogy a bakteriális telomert újratermeljék, legyen az fehérje, vagy nukleinsav jellegű.
Az ember ivarsejtjei is tartalmaznak telomerázt, ezért képesek korlátlanul osztódni. A testi sejtek is tartalmazzák a termeléséhez szükséges gént, ez azonban inaktív állapotban van. 
Mivel a daganatos sejtek rendkívül gyorsan osztódnak, számukra is fontos az időzített sejthalál kiiktatása, amit ennek a génnek az aktiválásával tudnak elérni. Ebből következően a jövőbeli daganatellenes szerek egyik potenciális támadási helye éppen a telomeráz termelés. Jelenleg is folynak kutatások ilyen irányban.
A Hamburgi Egyetem kutatóinak eredményei szerint a rendszeres és kitartó edzés aktiválja a telomeráz enzimet, amely megállítja a teloméra rövidülését.